# Niall Matter
Niall Matter (Edmonton, 20 oktober 1980) is een Canadees acteur.

## Biografie
Matter werd geboren in Edmonton en is van Ierse en Russische afkomst. Matter groeide op in een familie die al generaties lang werkzaam zijn op olieboortorens in het noorden van Alberta. Op zeventienjarige leeftijd raakt Matter in de problemen en werd door zijn ouders voor drie maanden naar een olieboortoren gestuurd waar hij samen ging werken met zijn opa. Dit zorgde ervoor dat hij zijn leven weer op de rails kreeg en haalde toen zijn highschool diploma. Hij bleef tot zijn vijfentwintigste jaar werken op de olieboortoren totdat hij een zwaar ongeluk kreeg waarbij hij bijna zijn benen verloor. Het duurde zes maanden voordat hij volledig hersteld was, en toen hij weer terugkeerde op zijn werk was hij getuige van een ongeluk waarbij een collega overleed. Dit zorgde ervoor dat hij besloot om zijn carrière op de olieboortoren te beëindigen, en ging toen naar Vancouver waar hij ging studeren aan de Vancouver Film School om een carrière te starten als acteur.
Matter begon in 2007 met acteren in de televisieserie The Best Years, waarna hij nog meerdere rollen speelde in televisieseries en films. In 2013 werd hij genomineerd voor een Leo Award, voor zijn rol in de televisieserie Primeval: New World in de categorie Beste Acteur in een Hoofdrol in een Televisieserie.

## Filmografie

### Films
Uitgezonderd korte films.
- 2023 Holiday Hotline - als Jack
- 2023 The Santa Summit - als DJ Ginger Jeff
- 2023 Come Fly with Me - als Paul
- 2023 Double Life - als Mark Setter
- 2023 Family History Mysteries: Buried Past - als Jackson Ford
- 2022 When I Think of Christmas- als Josh
- 2022 The Secrets of Bella Vista - als Damhnaic McAuley
- 2022 Rip in Time - als Rip Van Winkle jr.
- 2021 A Christmas Together with You - als Steve Swanson
- 2020 Never Kiss a Man in a Christmas Sweater - als Lucas Cavelli
- 2020 Country at Heart - als Grady Connor
- 2019 Christmas at Dollywood - als Luke Hakman
- 2018 Christmas Pen Pals - als Sam Watson
- 2018 Marrying Father Christmas - als Ian McAndrick
- 2018 The Predator - als Sapir
- 2018 Aurora Teagarden Mysteries: The Disappearing Game - als Nick Miller
- 2018 Love at First Dance - als Eric
- 2018 Frozen in Love - als Adam Clayborn
- 2017 Engaging Father Christmas - als Ian McAndrick
- 2016 A Snow Capped Christmas - als Luke
- 2016 Finding Father Christmas - als Ian
- 2016 Chokeslam - als Tab Hennessy
- 2016 Stop the Wedding - als Clay
- 2015 Guilt by Association - als Graden Hales
- 2014 Ally Was Screaming - als Andrew
- 2014 Honor Student - als Nicholas Howarth
- 2011 Exley - als George Wilson
- 2009 Watchmen - als Mothman
- 2009 Mistresses - als Sam Hollister
- 2008 Secrets of the Summer House - als Peter Hughes
- 2008 Dr. Dolittle: Tail to the Chief - als Cole Fletcher
- 2008 Beyond Loch Ness - als Josh Riley

### Televisieseries
Uitgezonderd eenmalige gastrollen.
- 2018-2022 Aurora Teagarden Mysteries - als Nick Miller - 10 afl.
- 2017 When Calls the Heart - als Shane Cantrell - 5 afl.
- 2016 Girlfriends' Guide to Divorce - als Joaquin - 2 afl.
- 2015 Remedy - als Peter Cutler - 10 afl.
- 2014 Arctic Air - als Tag Cummins - 7 afl.
- 2012-2013 Primeval: New World - als Evan Cross - 13 afl.
- 2007-2012 Eureka - als Zane Donovan - 49 afl.
- 2011-2012 90210 - als Greg - 5 afl.
- 2009-2010 Melrose Place - als Rick Paxton - 3 afl.
- 2007-2008 Stargate Atlantis - als luitenant Kemp - 2 afl.
- 2007 The Best Years - als Trent Hamilton - 13 afl.

- Gemeinsame Normdatei: 1229945512
- International Standard Name Identifier: 0000 0003 7131 6494
- Library of Congress Control Number: no2012075413
- Virtual International Authority File: 250896873
- WorldCat: E39PBJrWxTgGfGpX7QX8PPdWjC